# Liste der Nummer-eins-Hits in Japan (1973)
Die Liste der japanischen Nummer-eins-Hits enthält die Daten vom 1. Januar bis zum 31. Dezember 1973. Die letzte Woche im Jahr fällt mit der ersten Woche des neuen Jahres zusammen. Angegeben sind die Verkaufszahlen der jeweiligen Nummer eins in ihrer Woche. Alle Angaben basieren auf den offiziellen japanischen Charts von Oricon.

## Singles
| ← 1972 ← | Liste der Nummer-eins-Hits in Japan | Liste der Nummer-eins-Hits in Japan | Liste der Nummer-eins-Hits in Japan | 1974 →                    |
| \| Zeitraum \| Wo. ges. \| Interpret \| Titel Autor(en) \| Zusätzliche Informationen \| \| (Zeitraum, Wochen auf Platz eins, Interpret, Titel, Autor[en], zusätzliche Informationen) \| \| \| \| \| \| ----------------------------------------------------------------------------------------- \| -------- \| ---------------------------- \| ----------------------------- \| ------------------------- \| \| 30. Oktober 1972 – 18. Februar 1973 16 Wochen \| 16 \| Shiro Miya & Pinkara Trio \| Onna no Michi \| – \| \| 19. Februar 1973 – 8. April 1973 7 Wochen \| 7 \| Garo \| Gakuseigai no Kissaten \| – \| \| 9. April 1973 – 13. Mai 1973 5 Wochen \| 5 \| Mari Amachi \| Wakaba no Sasayaki \| – \| \| 14. Mai 1973 – 17. Juni 1973 5 Wochen \| 5 \| Miyoko Asada \| Akai Fūsen \| – \| \| 18. Juni 1973 – 24. Juni 1973 1 Woche (insgesamt 3) \| 3 \| Kenji Sawada \| Kiken na Futari \| – \| \| 25. Juni 1973 – 2. Juli 1973 1 Woche \| 1 \| Garo \| Kimi no Tanjōbi \| – \| \| 3. Juli 1973 – 15. Juli 1973 2 Wochen (insgesamt 3) \| 3 \| Kenji Sawada \| Kiken na Futari \| – \| \| 16. Juli 1973 – 26. August 1973 6 Wochen \| 6 \| Mari Amachi \| Koisuru Natsu no Hi \| – \| \| 27. August 1973 – 9. September 1973 2 Wochen \| 2 \| Megumi Asaoka \| Watashi no Kare wa Hidarikiki \| – \| \| 10. September 1973 – 23. September 1973 2 Wochen \| 2 \| Tulip \| Kokoro no Tabi \| – \| \| 24. September 1973 – 21. Oktober 1973 4 Wochen \| 4 \| Hideki Saijō \| Chigireta Ai \| – \| \| 22. Oktober 1973 – 2. Dezember 1973 6 Wochen (insgesamt 7) \| 7 \| Kousetsu Minami & Kaguyahime \| Kandagawa \| – \| \| 3. Dezember 1973 – 9. Dezember 1973 1 Woche \| 1 \| Finger 5 \| Kojin Jugyō \| – \| \| 10. Dezember 1973 – 16. Dezember 1973 1 Woche (insgesamt 7) \| 7 \| Kousetsu Minami & Kaguyahime \| Kandagawa \| – \| \| 17. Dezember 1973 – 23. Dezember 1973 1 Woche \| 1 \| Agnes Chan \| Chiisana Koi no Monogatari \| – \| \| 24. Dezember 1973 – 6. Januar 1974 2 Wochen \| 2 \| Hideki Saijō \| Ai no Jūjika \| – \| |                                     |                                     |                                     |                           |
| ← 1972 |                                     |                                     |                                     | → 1974 →                  |
| Zeitraum | Wo. ges.                            | Interpret                           | Titel Autor(en)                     | Zusätzliche Informationen |
| (Zeitraum, Wochen auf Platz eins, Interpret, Titel, Autor[en], zusätzliche Informationen) |                                     |                                     |                                     |                           |
| 30. Oktober 1972 – 18. Februar 1973 16 Wochen | 16                                  | Shiro Miya & Pinkara Trio           | Onna no Michi                       | –                         |
| 19. Februar 1973 – 8. April 1973 7 Wochen | 7                                   | Garo                                | Gakuseigai no Kissaten              | –                         |
| 9. April 1973 – 13. Mai 1973 5 Wochen | 5                                   | Mari Amachi                         | Wakaba no Sasayaki                  | –                         |
| 14. Mai 1973 – 17. Juni 1973 5 Wochen | 5                                   | Miyoko Asada                        | Akai Fūsen                          | –                         |
| 18. Juni 1973 – 24. Juni 1973 1 Woche (insgesamt 3) | 3                                   | Kenji Sawada                        | Kiken na Futari                     | –                         |
| 25. Juni 1973 – 2. Juli 1973 1 Woche | 1                                   | Garo                                | Kimi no Tanjōbi                     | –                         |
| 3. Juli 1973 – 15. Juli 1973 2 Wochen (insgesamt 3) | 3                                   | Kenji Sawada                        | Kiken na Futari                     | –                         |
| 16. Juli 1973 – 26. August 1973 6 Wochen | 6                                   | Mari Amachi                         | Koisuru Natsu no Hi                 | –                         |
| 27. August 1973 – 9. September 1973 2 Wochen | 2                                   | Megumi Asaoka                       | Watashi no Kare wa Hidarikiki       | –                         |
| 10. September 1973 – 23. September 1973 2 Wochen | 2                                   | Tulip                               | Kokoro no Tabi                      | –                         |
| 24. September 1973 – 21. Oktober 1973 4 Wochen | 4                                   | Hideki Saijō                        | Chigireta Ai                        | –                         |
| 22. Oktober 1973 – 2. Dezember 1973 6 Wochen (insgesamt 7) | 7                                   | Kousetsu Minami & Kaguyahime        | Kandagawa                           | –                         |
| 3. Dezember 1973 – 9. Dezember 1973 1 Woche | 1                                   | Finger 5                            | Kojin Jugyō                         | –                         |
| 10. Dezember 1973 – 16. Dezember 1973 1 Woche (insgesamt 7) | 7                                   | Kousetsu Minami & Kaguyahime        | Kandagawa                           | –                         |
| 17. Dezember 1973 – 23. Dezember 1973 1 Woche | 1                                   | Agnes Chan                          | Chiisana Koi no Monogatari          | –                         |
| 24. Dezember 1973 – 6. Januar 1974 2 Wochen | 2                                   | Hideki Saijō                        | Ai no Jūjika                        | –                         |